# Hilding
Cette page présente le prénom Hilding ainsi que ses variantes.
Hilding est un prénom masculin scandinave dérivé du vieux norrois hildingr « chef, homme de guerre ». Dans les pays nordiques, ce prénom désuet se rencontre surtout en Suède. Sa variante islandaise est Hildingur.
Le prénom Hilding est à l'origine du patronyme suédois Hildingsson signifiant « Fils de Hilding ».

## Personnalités portant ce prénom
- Hilding Ekelund (1893–1984), architecte finlandais ;
- Hilding Ekman (1893–1966), athlète suédois ;
- Hilding Hagberg (en) (1899–1993), homme politique suédois, chef du Parti communiste de Suède de 1951 à 1964 ;
- Hilding Hallnäs (1903–1984), compositeur suédois ;
- Hilding Rosenberg (1892–1985), compositeur, chef d'orchestre et organiste suédois.